# 阮氏玉焰
阮氏玉焰（越南语：／；1720年3月29日—1784年9月12日），越南鄭阮紛爭時期鄭主鄭楹的妃子。
阮氏玉焰籍貫青池縣芩塘社，是肇慶公阮廷資之女，為鄭楹生下靖都王鄭森。後來當鄭森繼任鄭主後，尊母親阮氏玉焰為太妃；尊號為隆德至功懿範嘉謨嗣徽毓哲篤慶宣和保胤翊基福弘貽謀綿緒大宗國聖母（越南语：／）；而孫子端南王鄭棕就任鄭主後，也尊祖母為聖慈太宗太妃（越南语：／）。她在1784年去世，諡慈澤。